# Força Tática da Polícia Militar do Estado do Tocantins
FORÇA TÁTICA DO ESTADO DO TOCANTINS  
| Força Tática - Tocantins |                                        |
| País                     | Brasil                                 |
| Estado                   | Tocantins                              |
| Corporação               | Polícia Militar do Estado do Tocantins |
| Missão                   | Policiamento Tático Ostensivo          |
| Mapa da área de atuação  |                                        |
| Estado do Tocantins      |                                        |
|                          |                                        |

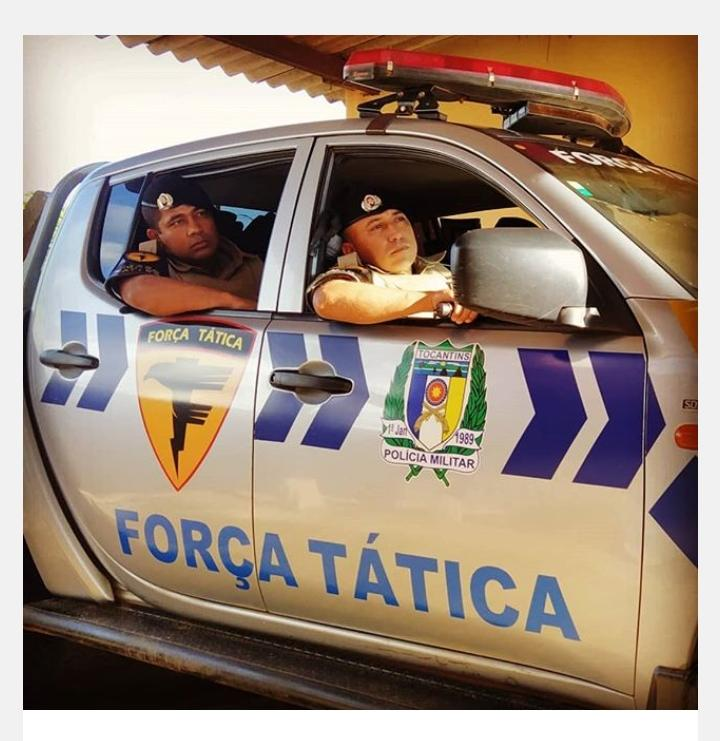
Força Tática 6° Batalhão

A Força Tática da Polícia Militar do Estado do Tocantins (PMTO) foi padronizada no ano de 2015 com base na Instrução Normativa IN001/2015 do comando geral da PMTO provenientes de conhecimentos adquiridos na modalidade de patrulhamento tático da Força Tática e da ROTA  da Polícia Militar do estado de São Paulo, além da ROTAM do estado do Tocantins que tem seu berço doutrinário na ROTAM do estado de Goiás. A Força Tática da PMTO consiste em um grupamento especializado subordinado aos batalhões e companhias de Polícia Militar, atuante em todo o estado, é a principal linha de frente em apoio às equipes de serviço ordinário dos batalhões e exerce importante função no combate ao crime organizado. Os policias de Força Tática são submetidos à intenso curso de formação especializado e capacitados a operar as modalidades de policiamento de divisas, choque ligeiro, intervenção em estabelecimentos prisionais, reintegração de posse, manutenção da ordem em ambientes conflagrados e grave perturbação pública, eventos esportivos e culturais, excepcionalmente ações com cães, policiamento urbano e rural e como modalidade especializada o patrulhamento tático, com equipe composta geralmente por quatro policiais especializados dispondo de armamento e equipamento adequado para as mais diversas situações, que exigem extremo preparo e dedicação dos profissionais.

## Histórico
A Força Tática do Estado do Tocantins evoluiu juntamente com as evoluções do patrulhamento tático do estado, e foi surgindo em algumas unidades, grupamento de patrulhamento tático com diversas denominações isoladas como GME (Grupo de Missões Especial, medos de 2002); PABAN (PABAN – Patrulhamento Bancário); Tático Móvel (influencia de São Paulo); GPT (influencia de Goiás); Grupo de Abordagens (diversos com nomes diferentes em cada batalhões), mas, a origem do Patrulhamento Tático no estado do Tocantins seja com o GME que é o mais antigo deste grupamentos que era utilizado como apoio as RPs de área e ações que fugisse da normalidade como é a FT de hoje. A segundo maior influência é a PABAN, por uma necessidade de conter os roubos nas instituições financeiras criaram um grupo de policiais que cada policial era escolhidos por ter habilidades e afinidade com o patrulhamento, por influencia e parecidos com os primeiros policiais da ROTA. Apesar de que em vários batalhões surgiram grupamentos de Patrulhamento tático com nomes diferentes em meados de 2005 um Curso irá trazer pela primeira vez o nome Força Tática esse curso posteriormente será reconhecido pela DEIP-PMTO (Diretoria de Ensino, Instrução e Pesquisa) como Primeiro Curso de Patrulhamento Tático do Estado do Tocantins trazendo brevê e uma simbologia, porém, ainda não era algo padronizado em todo o estado, mas irá influenciar outros grupamentos e futuros cursos. Em depoimento o Subtenente da Reserva Remunerada da Polícia Militar do Estado do Tocantins Fabrício Alexandre Lopes afirmava que tudo foi um processo de evoluções dos antigos grupamentos até as Força Tática de hoje. Todas as denominações que foram citadas como: GME, PABAN, Tático Móvel, GPT, Grupo de Abordagem, trabalhavam nas unidades e não eram centralizadas, e todas como é atualmente subordinadas aos comandantes de unidades e pouco a pouco irão ganhado materialidade até a padronização do nome como é conhecido contemporaneamente  e Águia com o Raio como símbolo, ou seja, a origem histórica da Força Tática é no GME. Segundo o Tenente da Reserva Remunerada Palmeron da Silva Ribeiro, que era responsável pelas escalas de serviços na época  na 3ª Cia destacada do 1 ªBPM, hoje é o 6 ªBPM, Palmas-TO, dizia ele que primeiro era o GME depois evoluiu para o GPT até a formalização da FT em 2015 com o primeiro curso já padronizado.